# Hôtel de Lesdiguières
Pour l'hôtel et le restaurant Lesdiguières, voir Lycée hôtelier de Grenoble.
Pour le bâtiment parisien détruit en 1877, voir Hôtel de Lesdiguières (Paris).
L'hôtel de Lesdiguières est un édifice historique construit à partir de 1602, situé  rue Hector-Berlioz, devant le jardin de ville de Grenoble.
Lieu de tous les pouvoirs en Dauphiné, il va être successivement hôtel particulier du duc de Lesdiguières et de ses successeurs, puis résidence des Intendants du Dauphiné à partir de 1683. Devenu propriété de la ville en 1719, elle y installe son hôtel de ville jusqu'en 1967. Au XIXe siècle l'édifice partage ses locaux avec les services de la préfecture jusqu'en 1867.
En 1970, l'édifice trouve une nouvelle fonction culturelle en accueillant le musée Stendhal puis l'année suivante une bibliothèque de quartier. En 2004, le musée ferme ses portes pour que la Maison de l'international investisse les locaux en 2006, dans le but de renforcer le rayonnement international de la ville.

## Historique du site
C'est en 1602 que François de Bonne, Lieutenant-général du Dauphiné, et futur duc de Lesdiguières, confie à l'architecte Pierre La Cuisse, la tâche de construire sa résidence urbaine, à l'emplacement d'une dépendance du Palais delphinal, appelée aussi Trésorerie car les dauphins y avaient leurs trésoriers. Cet édifice médiéval, construit entre le rempart romain et l'église Saint-André, avait logé les gouverneurs et les Lieutenant généraux de la province jusqu'au XVIe siècle. Néanmoins, le magistrat grenoblois Claude Expilly rapporte qu'à la fin du XVIe siècle, l'édifice était parvenu au stade de masure.
Albergé par Lesdiguières le 6 mars 1596 pour services rendus à la cause royale, il va tout de même dans son projet conserver une tour jouxtant cet ancien « hôtel de la Trésorerie » en l'intégrant à son nouvel hôtel urbain dont la façade remplace l'axe de l'enceinte romaine, détruite en 1596.

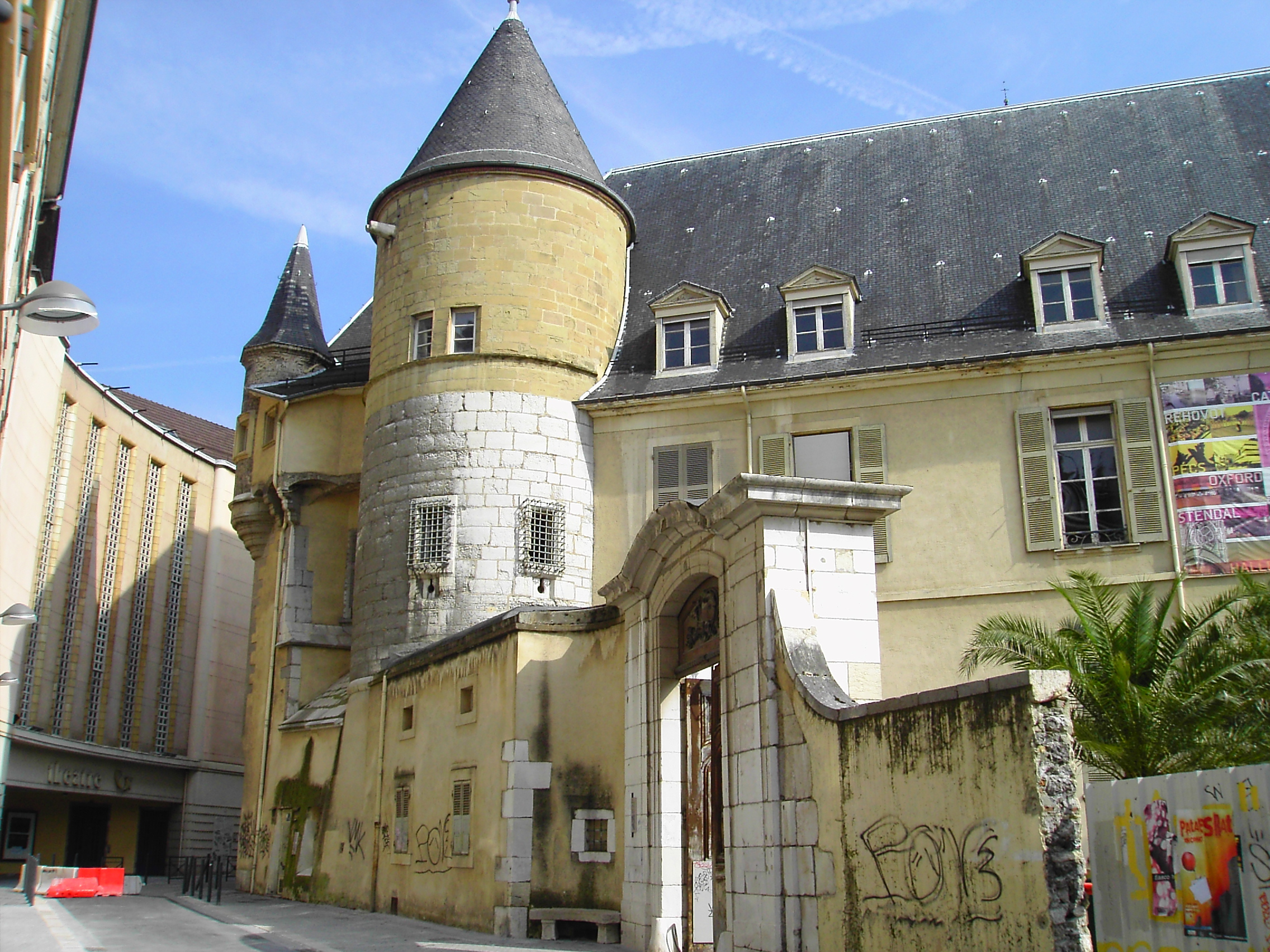
Tour de la « Trésorerie » surplombant la rue Hector-Berlioz.

La base de cette tour remonte à l'époque gallo-romaine (IIIe siècle) et fait partie de l'enceinte de Cularo (nom antique de Grenoble). Le 19 novembre 1267, le dauphin Guigues VII de Viennois achète la tour et l'hôtel attenant à un notable, Guillaume Chaunais, par un acte signé au château de Cornillon. Devenu hôtel de la Trésorerie ou palais delphinal, le dernier des dauphins, Humbert II de Viennois, en fait rehausser la tour de 5 à 6 mètres. Un siècle plus tard, en 1447, le jeune dauphin Louis, futur roi Louis XI, habite dans cet hôtel de la Trésorerie lors de son long séjour dans sa province du Dauphiné qui prendra fin au mois d'août 1456. Lors des guerres de religion, la reine Catherine de Médicis envoyée par Henri III de France pour apaiser les esprits y séjourne du 22 juillet au 16 octobre 1579 et d'autres personnalités y viendront pendant leur séjour à Grenoble.

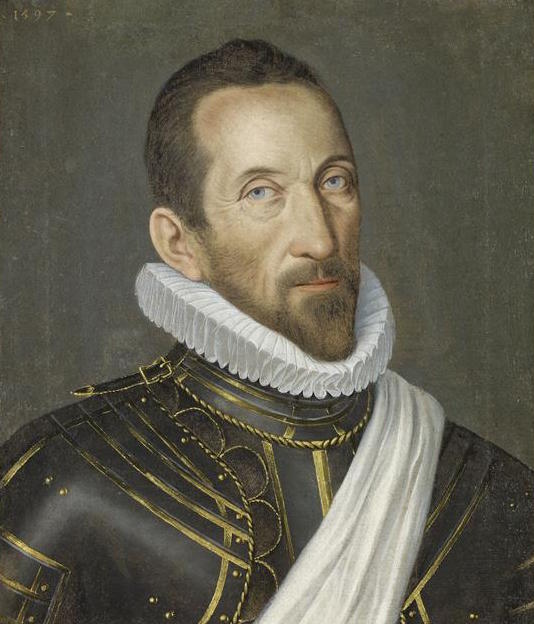
François de Bonne, duc de Lesdiguières.

Attenant à la tour, le nouvel édifice de Lesdiguières, coiffé d'ardoises, tranche immédiatement par ses toits pentus et sombres sur les toitures ocre en tuiles romaines de la vieille ville. De nombreux artistes et artisans vont prendre part à l'aménagement intérieur comme Jean Carle, Pierre Rousset, Claude de Lavau ou le maître serrurier David Bachasse qui pose la grande porte en 1616. Louis XIII, passe dans cet hôtel lors de sa visite à Lesdiguières le 3 décembre 1622. À la mort de Lesdiguières en 1626, ses successeurs, Charles II de Créquy, François de Bonne de Créqui et François Emmanuel de Bonne de Créqui résident successivement dans l'hôtel et l'agrandissent à plusieurs reprises en 1627, 1631 et 1640, créant l'aile Créqui ornementée d'un balcon et d'une horloge en toiture. Du temps de Lesdiguières et de ses descendants, la propriété reste un lieu strictement privé, au point de faire interdire toute ouverture de baies dans les constructions à proximité. Seules les "personnes de distinction et citoyens au-dessus de la populace" y étaient admis pour les fêtes et bals masqués. Puis vers 1710, à l'époque des Villeroy, héritiers de la dynastie Lesdiguières, le public est toléré dans le parc. À partir de l'année 1683 et l'Intendant Pierre-Cardin Lebret, une partie de l'édifice est réservée aux Intendants du Dauphiné, personnages centraux de l'administration royale pour la généralité de Grenoble.

### La vente de l'édifice
Le 5 août 1719, après d'orageuses discussions qui faillirent échouer à plusieurs reprises, les consuls de la ville achètent l'hôtel, son jardin et des dépendances, au prix de 150 000 livres au duc de Villeroy, héritier des descendants de Lesdiguières, afin d'installer l'administration de la ville trop à l'étroit au 4 place Grenette. C'est le second consul de Grenoble, François Farconet, qui se déplace à Paris pour signer l'acte de vente au Palais des Tuileries devant maître Saint-Jean, notaire à Paris. L'acquisition a été rendue possible grâce au prêt de certains particuliers grenoblois.
Pour autant, l'acquisition par la ville n'oblige pas au départ des Intendants de l'édifice car il est suffisamment vaste pour contenir les deux administrations et même louer des appartements à des particuliers. C'est ainsi qu'en 1722, l'hôtel voit de nouveaux occupants comme l'avocat du Parlement du Dauphiné, François Chausson, puis l'année suivante Balthazar Perrin, chanoine de Saint-André. Cette même année, le chevalier François de la Baume Pluvinel loue "la salle dorée" (72 livres) puis tout le second étage (130 livres). Premier consul de Grenoble (1724-1725, puis 1727-1729), le chevalier de la Baume est prodigue en réceptions dans les appartements de l'hôtel, et organisateur de plusieurs manifestations publiques, telle celle décrite dans la "Relation des réjouissances faites à Grenoble au sujet de la naissance de Monseigneur le Dauphin", 1729.
En 1747, une modification est apportée dans la distribution des lieux pour madame de la Porte, femme de l'Intendant. On lui abandonne la salle dorée de l'hôtel consulaire donnant accès sur le balcon et la pièce voisine pour en faire son salon. En échange, la ville reprend la jouissance de la salle des Gardes au rez-de-chaussée, laquelle devient une salle de concerts où l'Académie de musique se fait entendre deux fois par semaine.

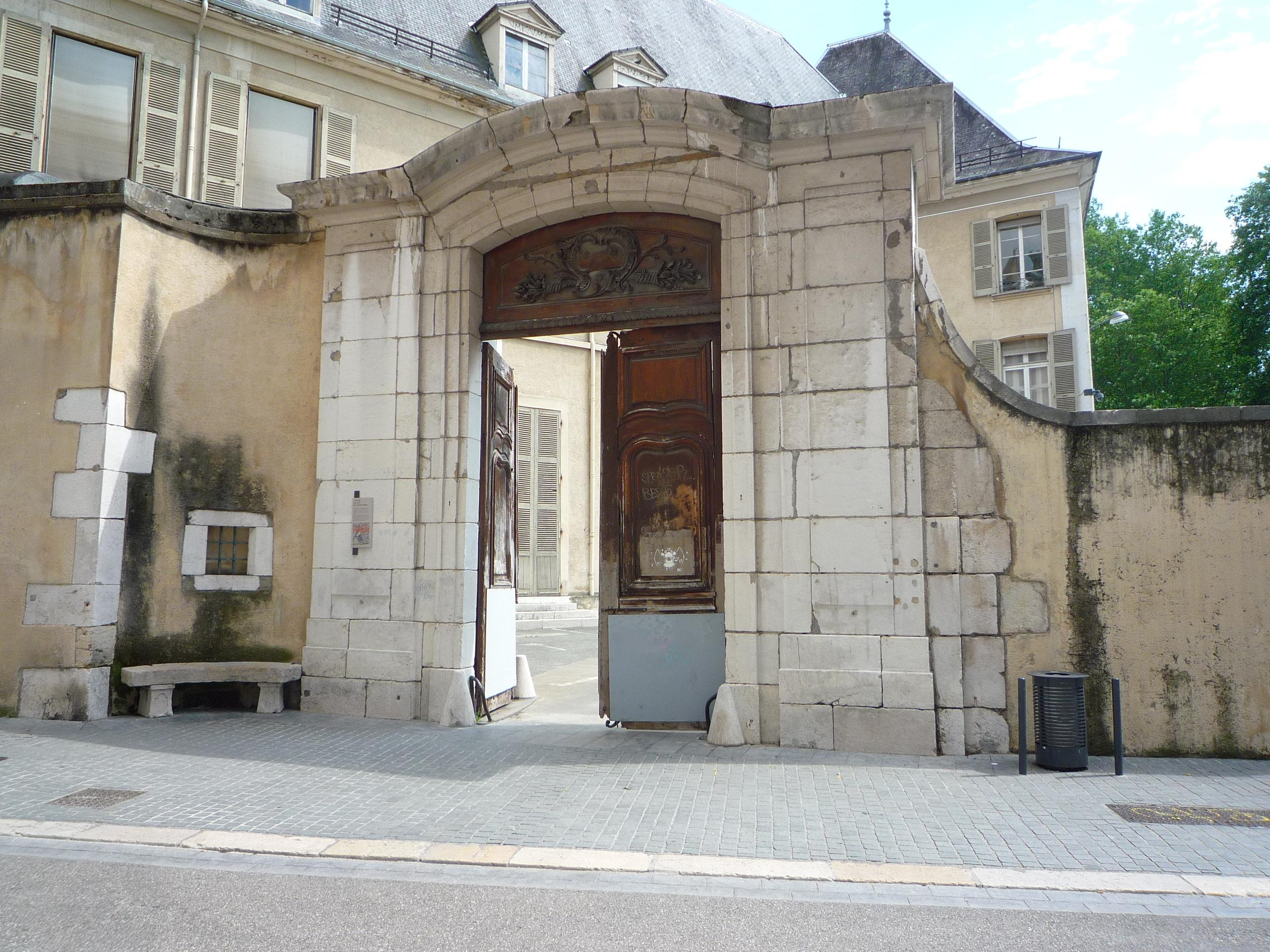
Portail sur la rue Hector-Berlioz.

L'année suivante, une autre salle est offerte aux avocats de la ville afin d'installer une bibliothèque publique ouverte le 18 juillet 1748. À la fin de cette année, l'Intendant Pierre Jean François de la Porte fait part au Premier consul de son intention d'ouvrir un accès dans le mur qui longe la rue du Quai (actuelle rue Hector Berlioz) mais sans solliciter d'autorisation. Dans les semaines suivantes, l'Intendant fait appel à l'ingénieur Rolland qui perce le portail encore utilisé de nos jours dans un encadrement en pierre blanche de Sassenage. Mais les syndics de la noblesse adressent une lettre de protestation à l'Intendant en lui rappelant qu'aucun de ses prédécesseurs n'avait entrepris de tels travaux dans cet hôtel et que la réalisation de cette dépense de luxe accentuerait le mécontentement des habitants dans une période économiquement difficile. Finalement, l'inspirateur de la lettre M. de Lemps reçoit une lettre de cachet un mois plus tard, qui le destitue de ses fonctions et lui interdit à l'avenir de s'occuper des affaires de la ville.

### Une nouvelle administration

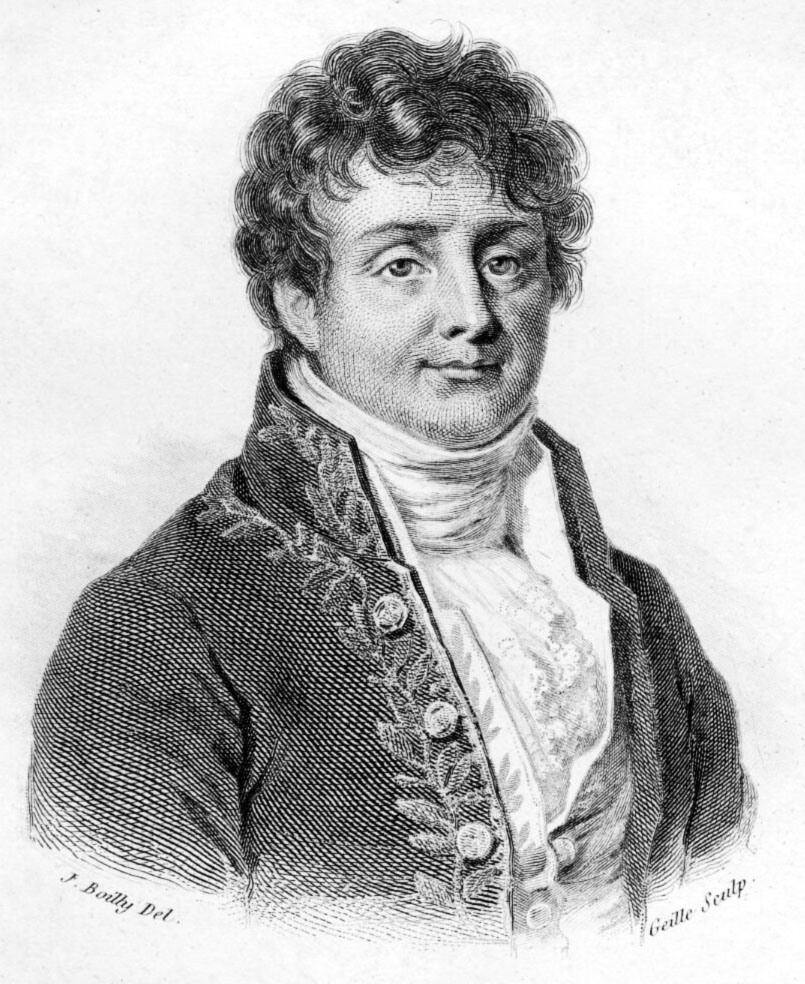
Le préfet Joseph Fourier.

C'est la Révolution qui supprime les Intendants en 1790 et qui met en place une administration départementale. Au rez-de-chaussée l'administration municipale, au premier étage le directoire du département, et au deuxième le directoire du district. Le dernier Consul de Grenoble a été Pierre Dupré de Mayen et le premier maire Laurent de Franquière, élu le 3 février 1790, mais dont l'état de santé l'empêche de rester plus d'une semaine. Cette installation est assez mal vue par l'ancien corps consulaire, qui refuse de procéder à la remise des archives déclarant qu'il n'en avait jamais été chargé. Dupré de Mayen renvoie la demande au secrétaire-greffier qui renvoie lui-même aux consuls. Le dernier Intendant du Dauphiné a été Gaspard-Louis Caze de la Bove et le premier préfet de l'Isère Gabriel Ricard, nommé le 2 mars 1800. Les communications entre les différentes autorités sont ainsi rendues faciles et promptes. En 1814, Stendhal qui vient d'être nommé commissaire à la défense du territoire par Napoléon Ier, partage quelques mois son bureau au 1er étage avec celui du préfet Joseph Fourier.
Les services de la préfecture sont installés dans les salons des anciens Intendants et louent les locaux à la ville. Pour les dépendances, écuries et magasin à fourrage des deux administrations sont séparés par un mur construit à la charge de la ville. En 1820, la municipalité de Charles Planelli de Lavalette demande au préfet un loyer annuel de 4 500 francs pour sa partie de l'hôtel et ses dépendances. En 1831, la municipalité de Félix Penet fixe le loyer à 6 000 francs. Dès 1841, l'autorité préfectorale esquisse de nouveaux plans pour bâtir un nouvel Hôtel de préfecture.

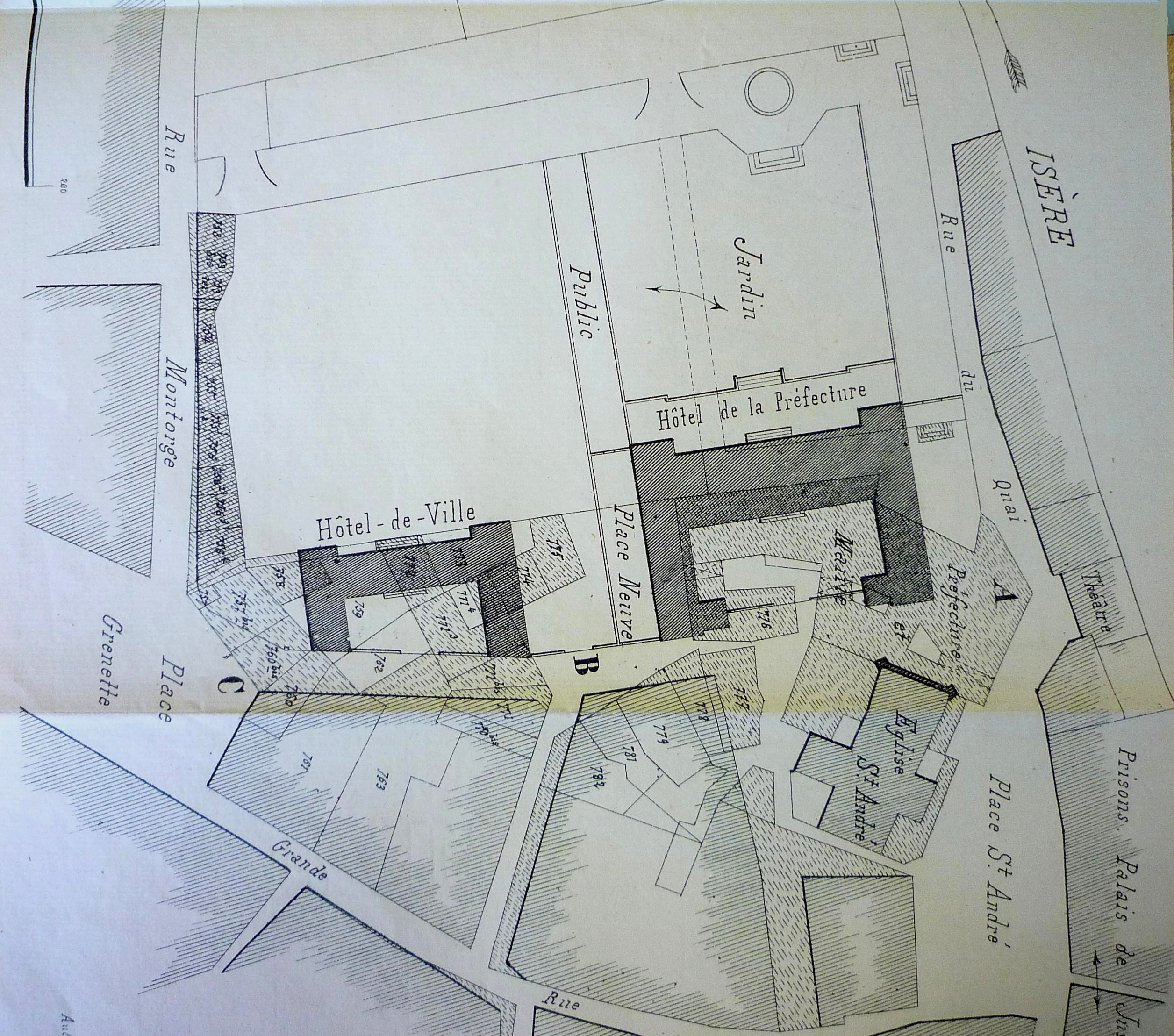
Projet abandonné du nouvel Hôtel de ville en 1857.

En 1857, sous la municipalité de Louis Crozet, un projet est avancé pour construire une nouvelle préfecture à l'emplacement même de l'Hôtel de Lesdiguières ainsi qu'un nouvel Hôtel de ville à ses côtés dans le bois du jardin de ville. Le projet aurait permis avec la nécessaire démolition de plusieurs maisons, de dégager l'église Saint-André et de créer une rue reliant la place Saint André à la place Grenette. Mais ce projet est repoussé par le Conseil général qui décide dans sa séance du 26 août 1857 d'édifier la nouvelle préfecture sur la place d'Armes. Un avis est passé le 6 février 1858 par le préfet Augustin Le Provost de Launay dans le quotidien Courrier de l'Isère, informant la population des détails de la commission d'enquête. Finalement, Daniel Pastoureau est le dernier préfet de l'Isère à occuper l'hôtel de Lesdiguières car la nouvelle préfecture de l'Isère est mise en service sur la place d'Armes en décembre 1866.
Le 22 février 1867, une délibération de la municipalité de Jean-Thomas Vendre décide d'affecter au premier étage de l'ancien hôtel de préfecture, différents services communaux. Le 15 mai 1867, un avis du maire informe les grenoblois qu'à partir du lundi 20 mai 1867, les bureaux de la Mairie, celui de l'octroi, ceux de l'Architecture, et ceux de la voirie municipale sont établis au premier étage dans les anciens locaux de la préfecture. L'ancien Hôtel de Lesdiguières servira désormais d'Hôtel de ville jusqu'en 1967 avec une vaste salle des délibérations au premier étage et une salle des mariages au rez-de-chaussée.

### Départ des services de la mairie

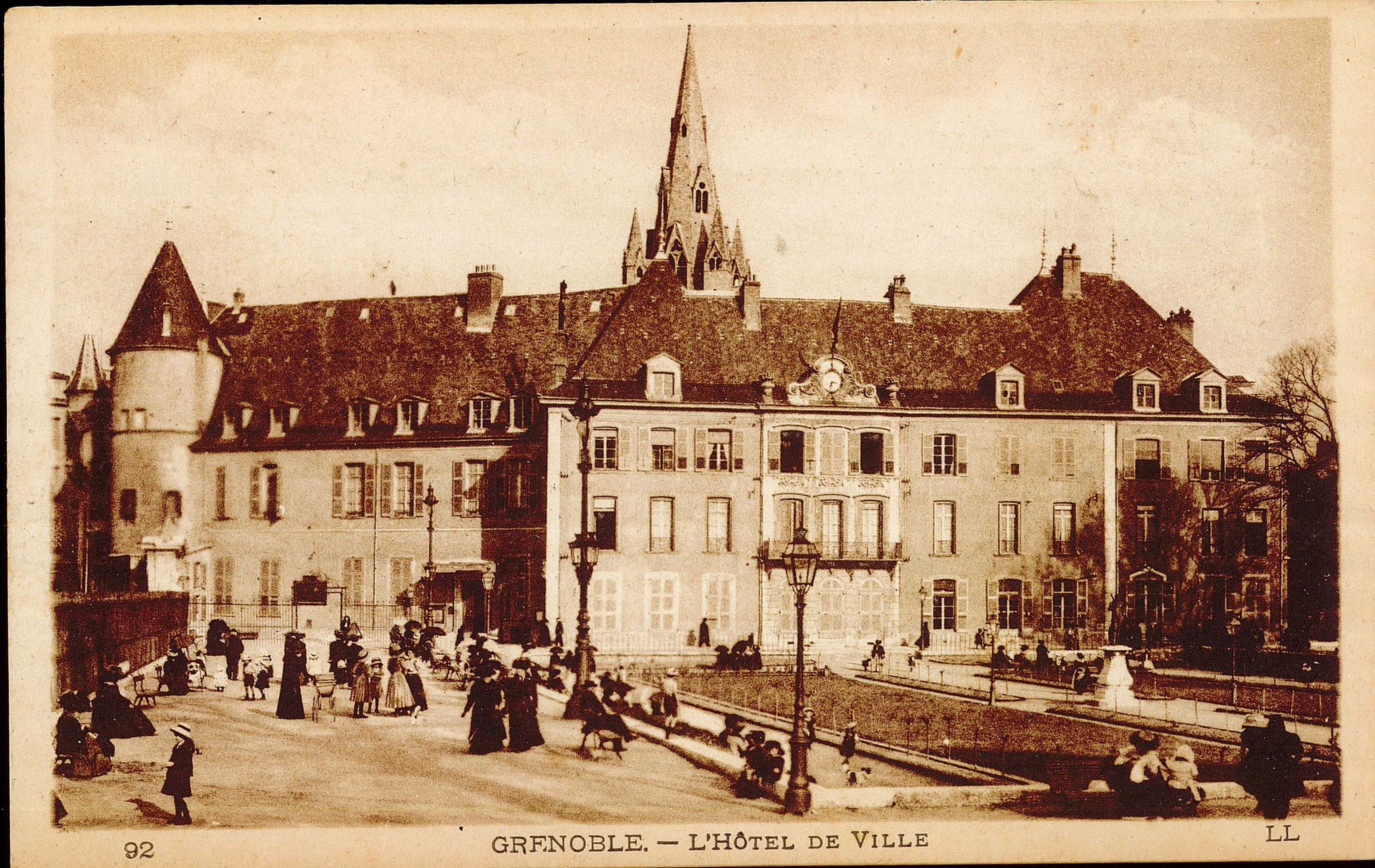
L'Hôtel de Ville vers 1900

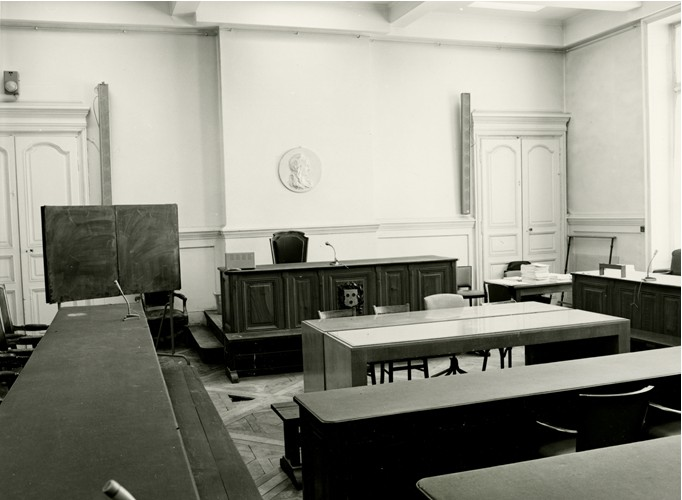
Salle du conseil municipal.

Le dernier évènement majeur pour l'Hôtel de Lesdiguières est le départ des services de la mairie en 1967 pour le nouvel Hôtel de ville de Grenoble dans le parc Paul-Mistral, durant la municipalité d'Hubert Dubedout. L'édifice longtemps appelé hôtel de ville par les habitants peut reprendre sa première dénomination d'Hôtel de Lesdiguières. Pour autant, l'Hôtel ne reste pas inoccupé puisqu'en 1969, les services du Procureur de la République s'installent au premier étage et y resteront jusqu'à l'ouverture du Palais de justice dans le quartier Europole en 2002. Puis en 1971, dans le cadre de la décentralisation des lieux de culture, la bibliothèque du jardin de ville s'installe dans l'aile Créqui, à quelques mètres du site de la première bibliothèque publique de Grenoble ouverte en 1748.

## Évènements et rénovations
Vers la fin de l'année 1774, l'intendant Pajot de Marcheval fait venir de Paris six réverbères et les fait installer dans le jardin de l'hôtel. Cette initiative est suivie dans les mois suivants dans d'autres quartiers de la ville. Le 2 mai 1775, tout l'hôtel est illuminé avec son jardin, ainsi que les édifices publics de la ville, à l'occasion de l'édit de rétablissement du parlement du Dauphiné. La population salue joyeusement l'abrogation de la tentative de réforme des Parlements du chancelier Maupeou de 1771.
Plusieurs générations de Grenoblois se sont mariées dans les deux salons aux ravissantes boiseries du XVIIIe siècle, œuvre de l'ébéniste Benoît Benoît-Cattin, et aux parquets de marqueterie réalisés par Jean-François Hache. En 1784, cet ébéniste expertise le parquet en mauvais état à l'occasion de l'arrivée du dernier Intendant et reçoit commande d'un nouveau parquet qu'il réalise entre avril et septembre 1787.

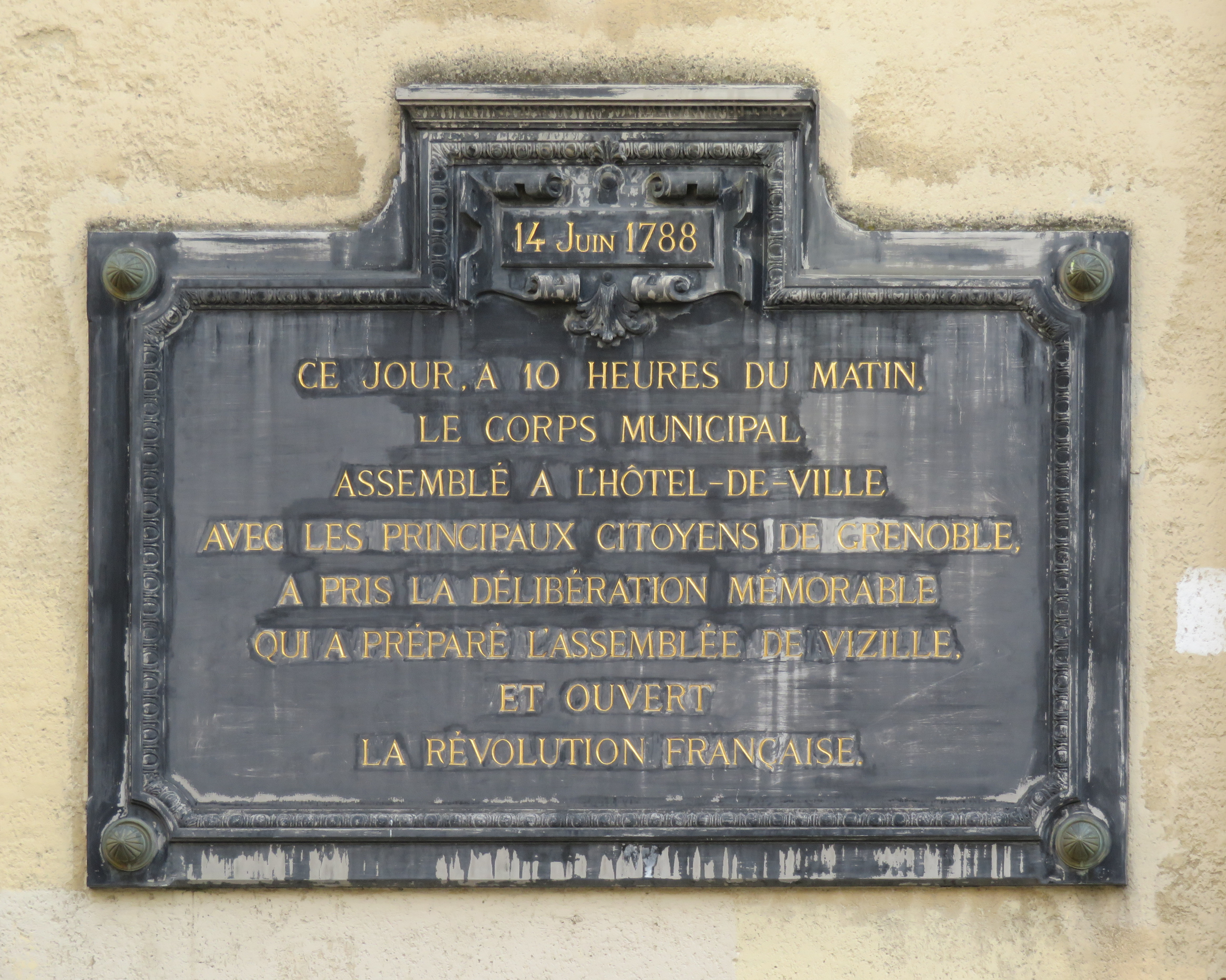
Plaque commémorative du 14 juin 1788.

À la suite de la Journée des Tuiles du 7 juin 1788, se déroule le 14 juin dans cet édifice, une assemblée des notables des trois Ordres composée de 9 membres du clergé, 33 de la noblesse et 59 du Tiers-État afin d'obtenir la réintégration du Parlement et la convocation des États généraux du Dauphiné. Cette assemblée préparait ainsi la Réunion des États généraux du Dauphiné du 21 juillet à Vizille, prélude à la Révolution française. C'est à cette époque que les jardins et la maison du prévôt du chapitre de la collégiale Saint-André jouxtant l'Hôtel seront détruits pour faire une place. Appelée place Neuve, elle prendra plus tard la dénomination de place de Gordes en hommage au baron de Gordes qui a évité le massacre des protestants en Dauphiné en 1572.
Le 21 juillet 1809, la partie préfecture de l'Hôtel de Lesdiguières accueille pendant dix jours le pape Pie VII accompagné du cardinal Bartolomeo Pacca, tous deux enlevés de Rome au mois de mai précédent à la suite de l'annexion des États pontificaux par Napoléon, ce qui donne l'occasion à de nombreux grenoblois de venir se faire bénir sous les fenêtres de l'hôtel. Chaque soir à 6 heures, le pape paraît sur les terrasses du jardin, accompagné par le maire Charles Renauldon et de Monsieur Girard, conseiller de préfecture faisant fonction de préfet en son absence. Un demi-siècle plus tard, un maire de la ville, Frédéric Taulier, relatera en détail cette visite dans son livre Le vrai livre du peuple.
En mars 1832, sous la mandature du maire Vincent Rivier, se déroulent des émeutes entre la population et le régiment du 35e de ligne dans la rue du Quai bordant l'Hôtel de Lesdiguières. Le maire intervient alors énergiquement en faveur de la population contre l'autorité préfectorale afin que ce régiment quitte la ville.

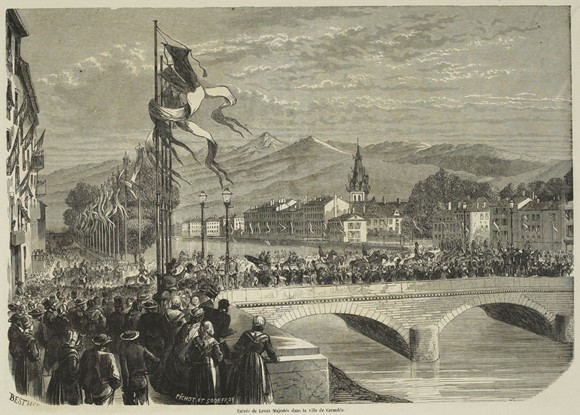
Passage de Napoléon III sur le pont de l'hôpital en septembre 1860.

Les deux salons d'apparat servent de chambres pour Napoléon III et l'impératrice Eugénie en visite officielle à Grenoble le 6 septembre 1860, à l'occasion du rattachement de la Savoie à la France. Arrivé par la porte Saint-Laurent et par le pont Créqui, le monarque reçoit le tout Grenoble dans le salon de la préfecture. À cette occasion, Napoléon III et le maire Eugène Gaillard inaugurent la ligne de chemin de fer entre Saint-Rambert et Grenoble mise en service en juillet 1858. Deux ans plus tard, en 1862, le parquet posé par l'ébéniste Hache doit faire l'objet d'une totale rénovation par le parqueteur Régis Grange qui reconstitue à l'identique la géométrie des parquets. Jusqu'en 1866, l'Hôtel de Lesdiguières a abrité les archives départementales de l'Isère avant qu'elles n'intègrent le nouveau bâtiment de l'Hôtel de préfecture de l'Isère sur la place d'Armes.
En 1888, sous la magistrature d'Auguste Gaché, et dans le cadre du déplacement dans les Alpes du président Sadi Carnot, une fête commémorative des événements révolutionnaires de 1788 est organisée le 20 juillet en sa présence. Durant la soirée, après un banquet à l'hôtel de préfecture et avant un feu d'artifice sur la Bastille, une plaque monumentale est inaugurée à la lueur des torches sur la façade de l'hôtel de Lesdiguières, mentionnant les événements révolutionnaires de l'été 1788.
En novembre 1920, le conseil municipal de Paul Mistral a voté un montant de 1 500 francs pour déplacer une méridienne du palais de justice à la façade de l'hôtel de ville, côté place de Gordes. Toujours visible de nos jours, cette méridienne de temps moyen construite par Alphonse Blanc possède une courbe en huit ainsi qu'une seconde ligne verticale indiquant le méridien de Paris ou midi vrai de Paris.
Le 21 mars 1952, dans la grande salle des délibérations, la municipalité de Léon Martin adhère solennellement à la déclaration universelle des droits de l'homme de 1948 par l'ONU, fait rappelé par une plaque apposée sur le mur de l'enceinte.

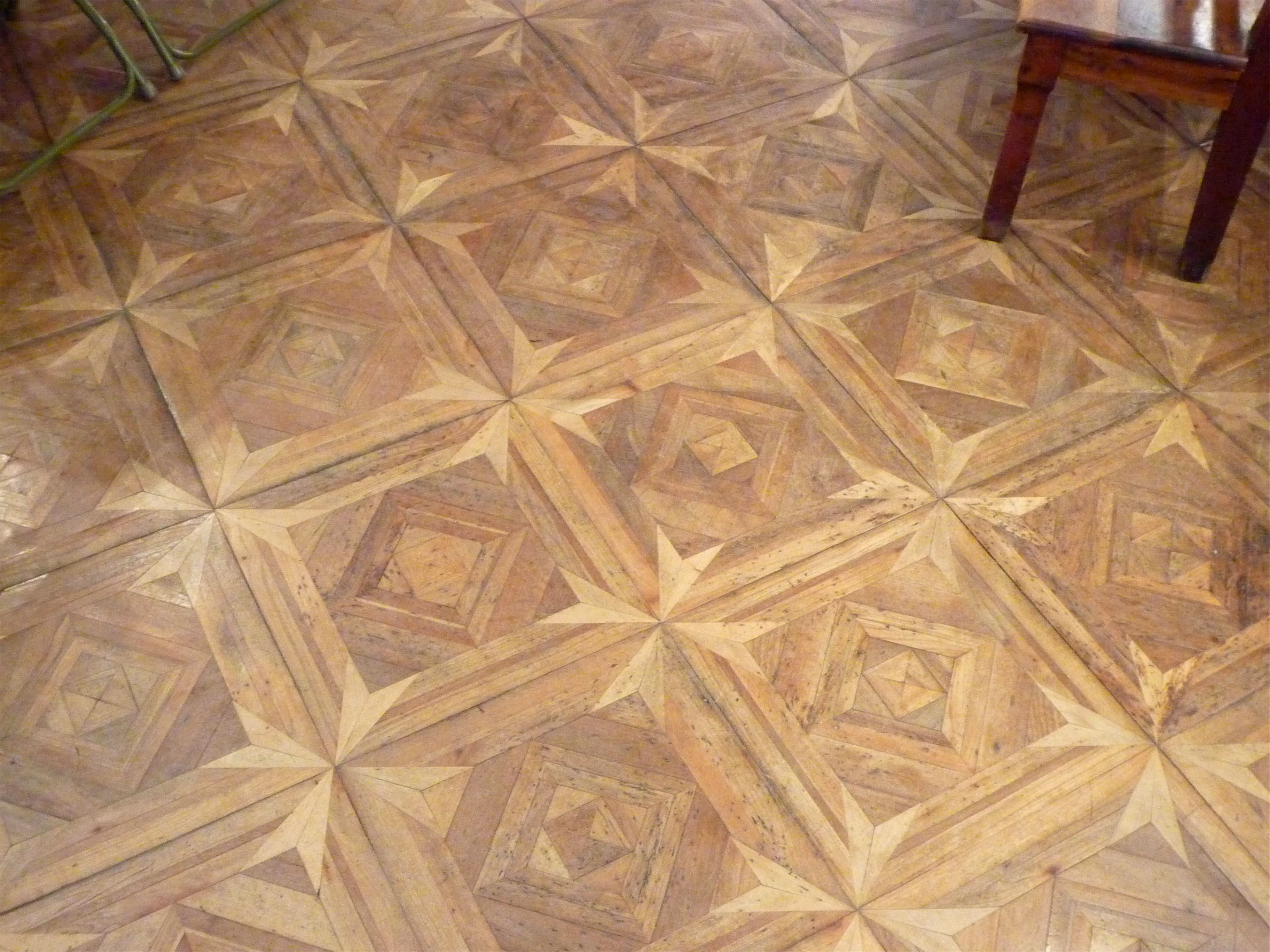
Parquets dessinés par J.F. Hache.

De mars à mai 1970, les 155 m2 de parquets très altérés de l'ancienne salle des mariages sont démontés et transportés au centre d'étude nucléaire de Grenoble afin d'y être traités par la section d'application des radioéléments et des rayonnements du laboratoire Arc-Nucleart. L'opération d'irradiation sous rayonnement gamma pour polymériser une résine se déroule parfaitement bien et permet de retrouver un parquet rénové afin d'accueillir au mois de juillet suivant le musée consacré à l'écrivain Stendhal. Mais le musée ferme ses portes en 2004 et devra attendre 2012 pour qu'un nouveau site du musée Stendhal ouvre ses portes non loin de là, dans l'appartement du docteur Gagnon.
Depuis 2006, la Maison de l'International de Grenoble est installée dans les locaux occupés au XIXe siècle par la préfecture, organisant régulièrement des expositions dans l'ancienne salle des mariages, permettant ainsi aux visiteurs d'admirer les parquets du XIXe siècle, mais dessinés par Jean-François Hache au XVIIIe. En 2011, à la suite de la visite à Grenoble de Charles Rivkin, ambassadeur des États-Unis, il a été décidé de l'installation du premier American Corner en France dans l'hôtel de Lesdiguières. L'inauguration de cet espace culturel américain s'est déroulée le 7 février 2013.
Le 15 novembre 2021, un arrêté permet l'inscription de l’ancien hôtel de Lesdiguières et du jardin de ville au titre des monuments historiques.

## Le jardin de ville

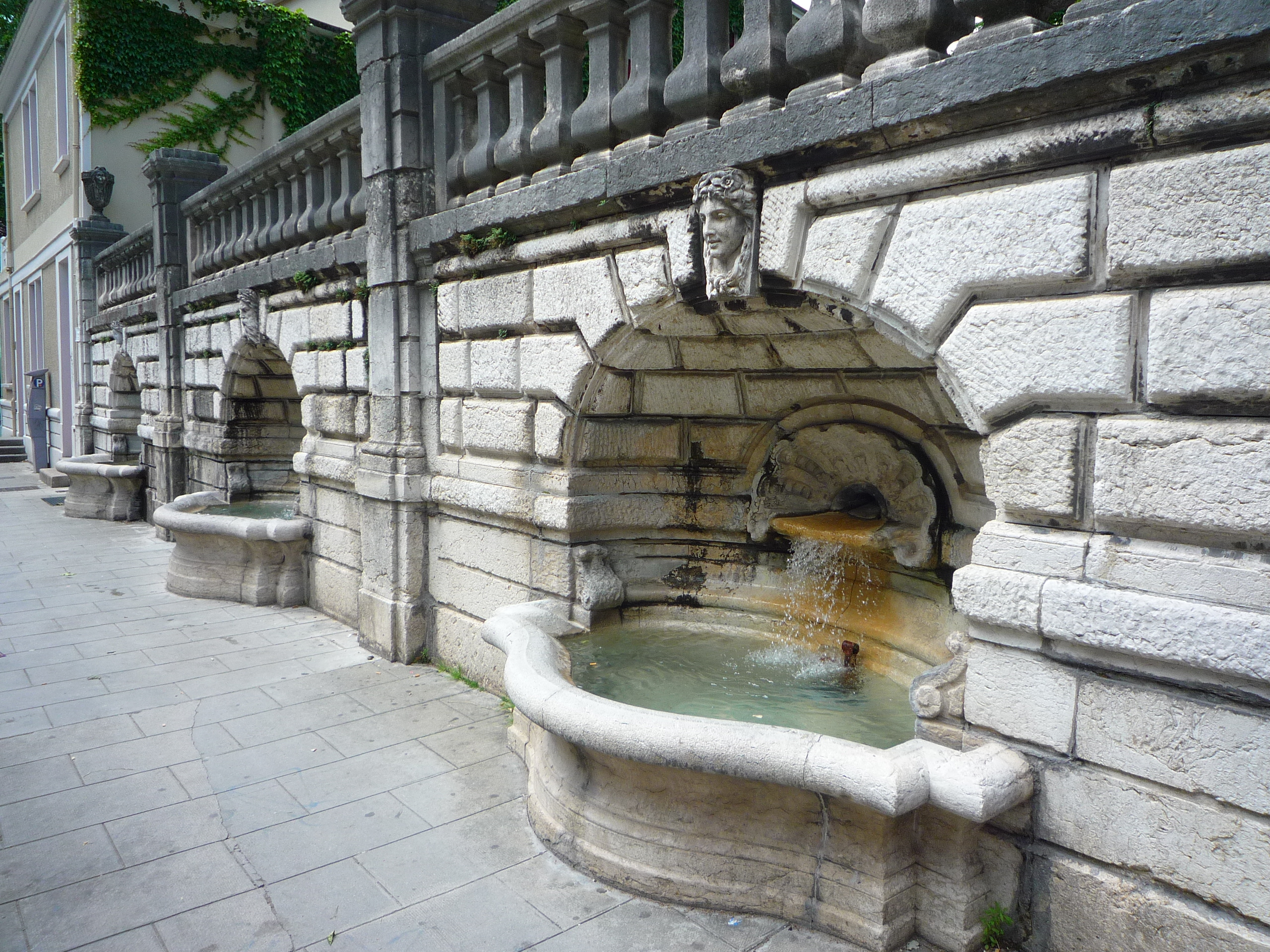
Fontaines aux caveaux.

Lesdiguières alberge le 30 mars 1605 le rempart romain, les fossés de la ville et le pré y attenant.
Le « pré de la Trésorerie » situé par-delà les remparts romains, est transformé en 1620 en jardin pour l'hôtel particulier et englobé dans la nouvelle enceinte de Lesdiguières. Auparavant, le pré servait à installer les foires trop importantes pour se tenir sur la place Grenette. Depuis sa création, le jardin de ville s'ordonne sur trois niveaux différents reliés par des escaliers. Le jardin de fleurs avec son bassin sculpté par Jacob Richier, la partie boisée appelée « bosquet », et la terrasse plantée de marronniers, reliant le quai sur l'Isère à la rue Montorge. En 1676, l'architecte Jean Alluys réalise dans le mur de cette terrasse la fontaine des caveaux donnant sur la rue Montorge, mais cette fontaine sera refaite en 1887. Puis, vers 1780, des vases à l'antique réalisés par Jacques Argoud sont installés sur chaque pilier de ce mur. Après 1719, les consuls de Grenoble installent un jardinier pour l'entretien des lieux qu'un garde ouvre et ferme chaque jour. En août 1766, le jardinier, Bonnaventure St-Pierre demande aux consuls une indemnité supplémentaire car l'hiver précédent exceptionnellement rigoureux lui a fait dépenser plus de charbon que prévu pour le chauffage des orangers. Reymond, Premier consul de la ville lui accorde cette dépense. M. de St-Pierre en fonction depuis 1756 prendra sa retraite en avril 1788, et son fils lui succède.

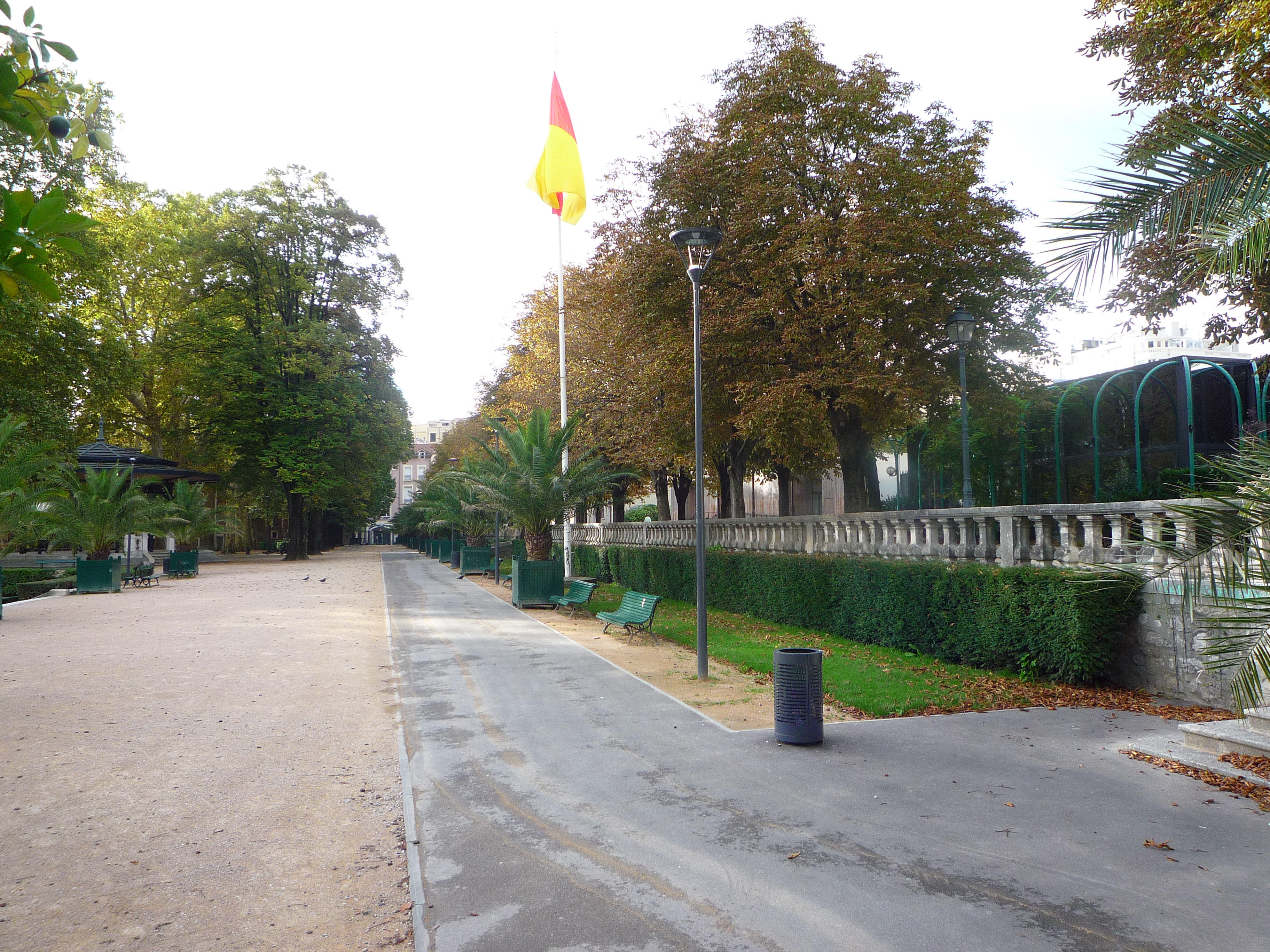
Terrasse du jardin de ville avec le drapeau de Grenoble.

C'est en 1851 que le marronnier planté par Lesdiguières à la création du jardin sèche, obligeant Jean-Baptiste Verlot, jardinier en chef, à le faire abattre pour raison de sécurité. La mort de l'énorme arbre et de ses cinq embranchements inspire le journal Le patriote des Alpes dans sa chronique du 16 mars 1851 de ces mots : « Mais que ta grande ombre se console car tu vis mourir la royauté et naître la république ». L'actuelle école du Jardin de Ville de l'autre côté du jardin occupe toujours le site de l'ancienne orangerie et l'écurie de l'Hôtel. En mars 1865, le maire Eugène Gaillard créé un marché aux fleurs sur la terrasse du jardin. Ouvert d'avril à septembre, ce marché restera en place jusqu'au début du XXe siècle.
À la fin du XIXe siècle, on installe dans ce jardin de ville, une magnifique statue représentant un homme nu portant sur l'épaule une cruche de laquelle se déversait de l'eau qui formait un petit torrent. Œuvre du sculpteur dauphinois Urbain Basset, le torrent a été présente dans le jardin jusqu'en 2011. Tout près, on installe un grand kiosque à musique en 1870 où durant la fin du XIXe siècle les musiques militaires jouaient les jeudis et dimanches. La dernière foire sur ce jardin se déroule le 4 décembre 1885.

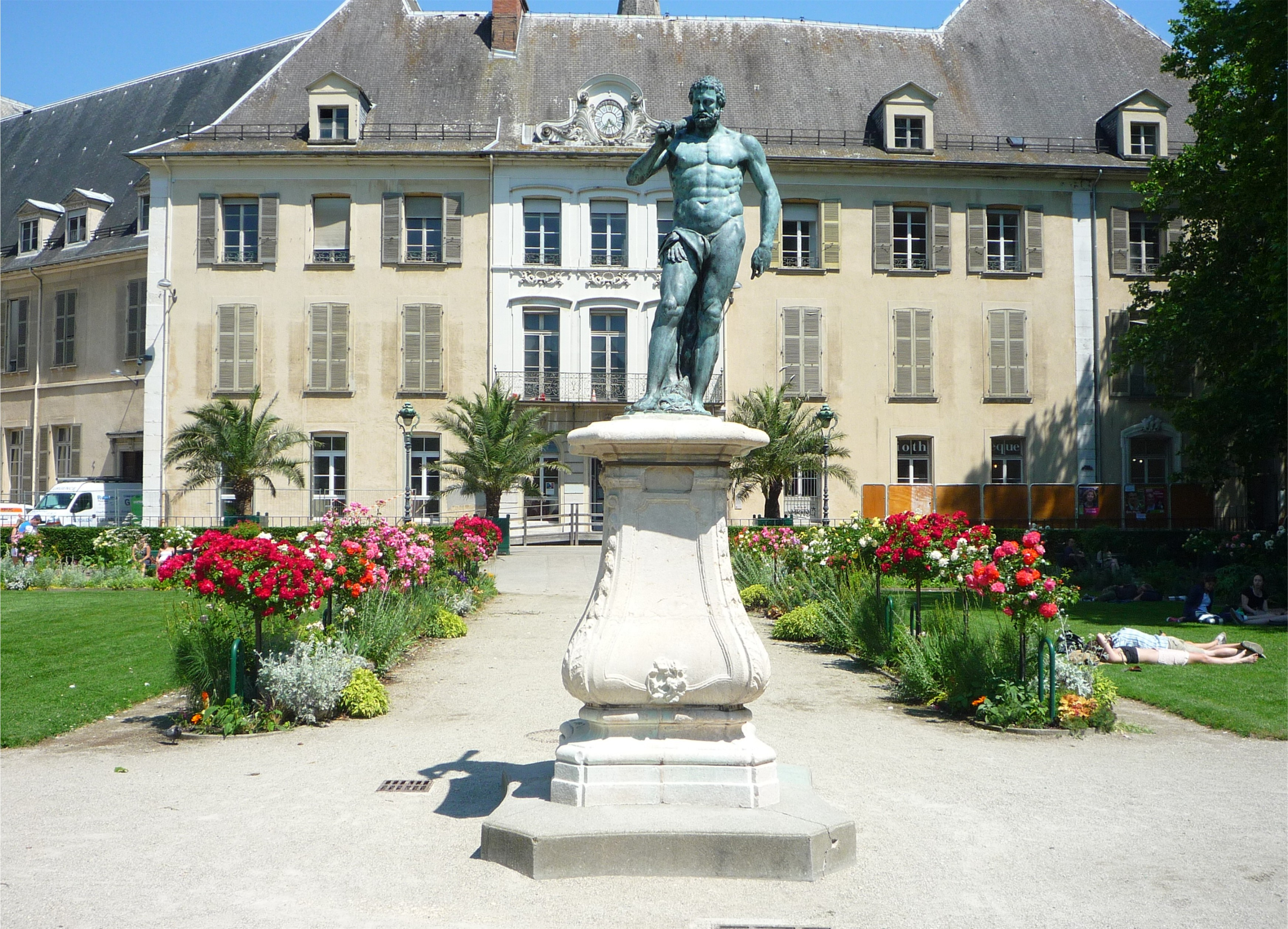
Statue d'Hercule dans le jardin.

Au début du XVIIIe siècle, la famille Villeroy propriétaire des lieux, apporte du parc du château de Vizille une statue d'Hercule placée au milieu du jardin de fleurs. Déplacée en 1740 dans la partie boisée du jardin, la statue est brisée en 1990 par un acte de déprédation. La statue restaurée est aujourd'hui au musée de Grenoble et une copie a été réinstallée dans le jardin de ville ainsi qu'une autre dans le parc du château de Vizille. En 1802, la grille côté rue Hector Berlioz a remplacé l'ancien mur de maçonnerie d'origine. Parmi les curiosités du jardin, figure un baromètre anéroïde installé près des vestiges de l'enceinte romaine probablement à la fin du XIXe siècle. Mesurant environ 50 centimètres de diamètre, il a été fabriqué à Grenoble d'après l'invention du physicien Lucien Vidie.
D'une superficie de 1,3 hectare, le jardin de ville est seul espace vert au cœur de la vieille ville, il a longtemps été le cadre d'une riche vie sociale. Il est toujours dominé par la terrasse de l'appartement du grand-père de Stendhal, près du passage qui le relie à la place Grenette. Stendhal lui-même ayant décrit avec précision ce jardin à la française dans son livre Vie de Henry Brulard, rédigé en 1835 et 1836. C'est ainsi qu'il y raconte son amour pour la jeune comédienne Virginie Cubly, membre d'une troupe itinérante qui joue à Grenoble entre 1797 et 1798 et sa rencontre volontairement manquée avec elle. De nos jours, un monument comportant la copie du médaillon de Stendhal sculpté par Rodin d'après David d’Angers est érigé près de l'endroit où il aperçut cette comédienne, le long de la terrasse du jardin de ville, côté rue Montorge.
Depuis 1999, le kiosque à musique est utilisé pour le déroulement du festival Cabaret frappé en juillet. Jusqu'en 2015, il abritait une statue d'Urbain Basset, Le Torrent, déplacé au Musée de Grenoble à la suite d'un acte de vandalisme.

## Accès
L'hôtel et le jardin de ville sont accessibles aux piétions depuis la station Victor Hugo et Hubert Dubedout - Maison du Tourisme desservies par les lignes A, B  et D du réseau de tramway de l'agglomération grenobloise.